# Лужицька культура

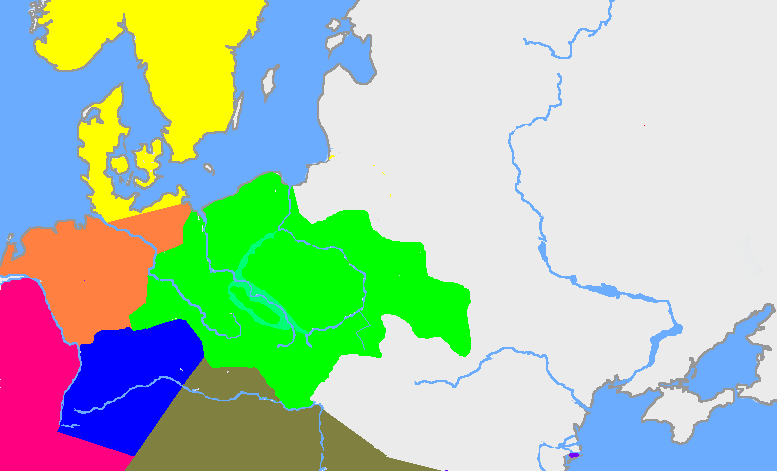
Поширення Лужицької культури в Європі (салатовий колір)

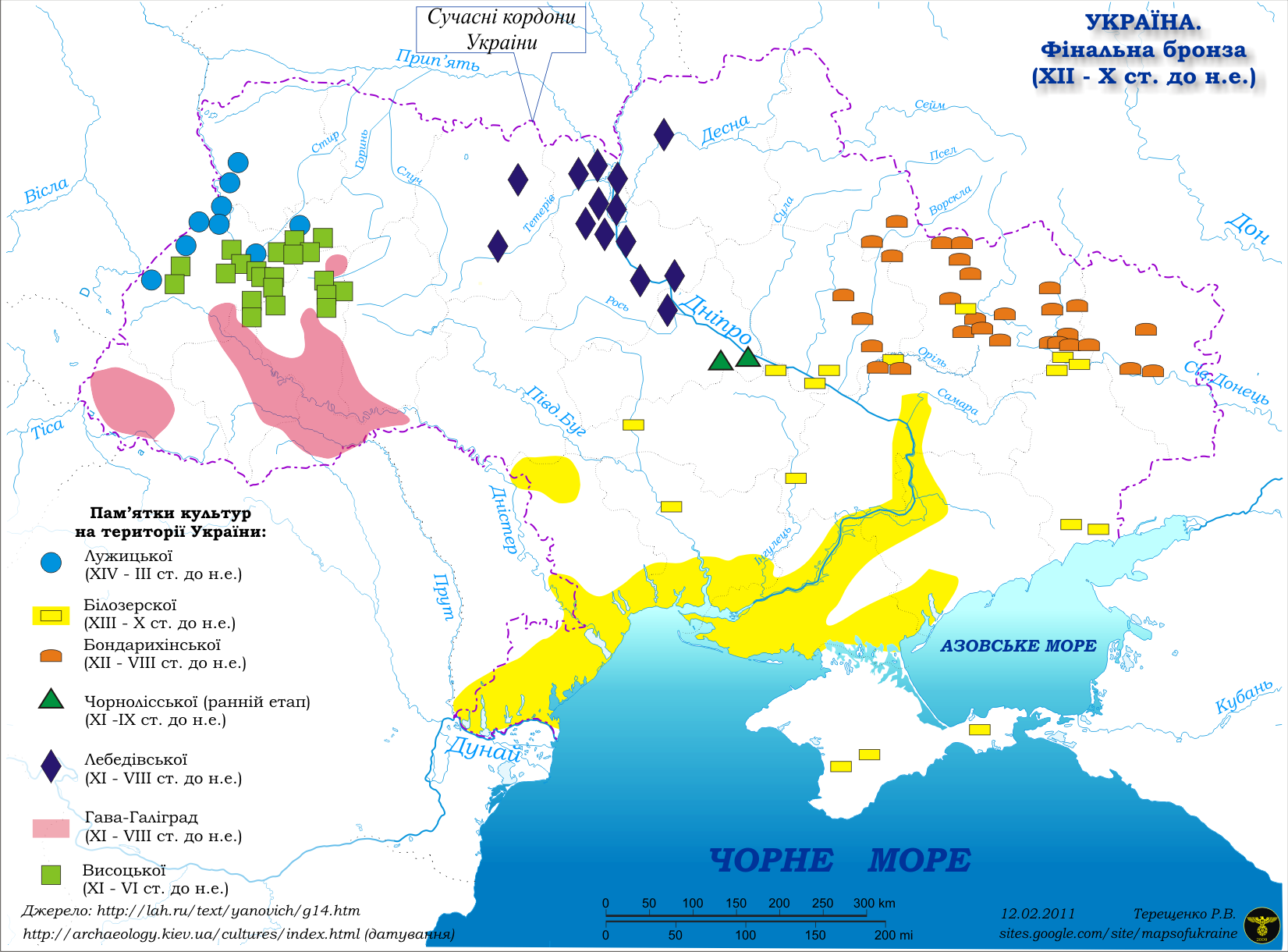
Знахідки Лужицької культури в Україні (позначені синіми колами)

Лужицька культура (англ. Lusatian culture) — археологічна культура пізньої бронзової доби і ранньої залізної доби. Була названа від Лужиці, слов'янського краю у східній Німеччині, що межує з Чехією і Польщею, де вперше були знайдені характерні їй кладовища і поселення.

## Час і територія
Тривала приблизно з 1300 до 350 роки до нашої ери. Охоплює час від III-го до V-го періоду за класифікацією Оскара Монтеліуса.
Поширення — Східна Німеччина (басейн рік Шпрее, Одри, горішньої і середньої Лаби), Чехії, майже вся територія сучасної Польщі (за винятком Східної Пруссії), частина Словаччини та північний захід України.
На територію Західної України лужицька культура поширилася приблизно з 1100 до н.е вздовж верхньої і середньої течії Західного Бугу. Поблизу села Млинище досліджено могильник, в якому виявлено близько 30 поховань з трупоспаленнями і супровідний інвентар, що містив типово лужицький посуд. Подібний могильник досліджено поблизу села Тяглів на Львівщині. Окремі пам'ятки зустрічаються на сході аж до Дніпра, що свідчить про тісні торгові і міграційні зв'язки між народом Лужицької культури і населенням Середньої Наддніпрянщини.
Розвинулась з Унетицької і Тшинецької культур. Межувала на заході з Культурою полів поховань (Східна Франція, Німеччина, Швейцарія) і Кновізькою культурою (Чехія), культурою Нордичної бронзової доби — на півночі, середньодунайською групою культур — на півдні, Білогрудівською і Ноа, а пізніше Чорноліською культурами — на сході (Україна).
У західній частині території змінилася на Білендорфську культуру, а у східній — на Померанську культуру (поширилась з району Гданської затоки).

## Поховання культури
Мертвих зазвичай спалювали, а прах клали у поховальну урну, або у невеличкі ями на кладовищі (іноді до 1000 поховань). У пізніший добі культури з'являються багаті поховання, що свідчить про появу соціального розшарування. Відома «княжа могила» у Седдині (Бранденбург, Німеччина) з середньоземноморським бронзовим скарбом і засипана земляним курганом.
Численні людські кістки в ямі 5 метрів глибиною, можливо, є результатом канібалізму (Лоссов, Бранденбург, Німеччина).

## Господарство культури
Народ лужицької культури не знав гончарного кругу, але виготовляв глиняний посуд: амфори, глечики, келихи, миски і яйцеподібні посудини. Поховальні урни — двоконічні посудини.
Бронза завозилася, і з неї місцеві ремісники виготовляли кинджали, мечі, прикраси і посуд. Десь з 600 року до н.е поширилася металургія заліза.
Племена лужицької культури займалися орним землеробством (дерев'яні плуг і соха).
Вирощували пшеницю, ячмінь, пшоно (просо), жито, овес, горох, кормові боби, сочевицю. Із садових культур вирощували яблуні, груші та сливи.
Займалися приселищним скотарством. Мали домашніх свиней, корів, кіз, овець, коней і собак. На конях їздили верхи та запрягали їх у колісниці.
Полювали на оленів, кабанів, зубрів, лосів, зайців, лисиць та вовків. Ловили і споживали в їжу рибу і жаб.

## Хати і поселення
Приблизно з 800—700 років до н.е з'являються поселення-фортеці. Вони будувалися у важкодоступних місцях, оточені ровами і земляними валами. До цього поселення були відкритими. Ця зміна свідкує про початок майнових конфліктів і набуття багатства деякими групами народу.
Хати були дерев'яні стовпової і зрубної конструкції.
Цікаве біскупинське городище недалеко від Познані. Довгі будівлі розділені на окремі квартири з окремим вогнищем у кожній. Населення будувало льохи для збереження врожаю.

## Культура в Україні
На території України відомо небагато зразків лужицьких бронзових та залізних виробів. Скарб з села Чехи (нині Лугове) Львівської області складається з лужицьких прикрас. Зокрема — кельти, браслети, шпильки. Деякі східні вироби проникають з Наддніпрянщини на захід, на територію лужицької культури.

## Етнічна належність культури
Деякі дослідники вважають, що народи лужицької культури говорили на мовах кельто-італійської групи[неавторитетне джерело]. Так академік Седов стверджує, що лужицьке, допшеворське населення Польщі було кельтським. Інші вважають їх германцями, але ніяк не слов'янами. Треті вважають, що вони були предками іллірійців або кельто-іллірійцями